# Championnats de Tunisie d'athlétisme 2005
Navigation
2004 2006
Les championnats de Tunisie d'athlétisme 2005 sont une compétition tunisienne d'athlétisme se disputant en 2005. 
Aucun record n'est battu mais Aïda Sallem fait un retour réussi, Habiba Ghribi (même si elle n'a pas participé au 3 000 m steeple dont elle a battu le record tunisien quelques jours auparavant) et Safa Aissaoui sont brillantes, sans oublier les doublés de Aïda Chaâban et Ahlem Merdassi parmi les féminines.
Chez les hommes, Lakhdar Hachani, Ridha Ghali et Abdallah Mechraoui remportent deux titres chacun alors que Hamdi Dhouibi réalise une bonne performance au saut à la perche. Le Club sportif de la Garde nationale obtient neuf titres devant l'Association sportive militaire de Tunis, alors que chez les dames, l'Athletic Club de Sousse remporte quatre titres, suivi du Club sportif sfaxien et du club sportif de la Garde nationale (trois titres) ; ce dernier remporte le championnat devant le club de Sousse.

## Palmarès
| Discipline             | Hommes                                  | Hommes          | Femmes                  | Femmes         |
| ---------------------- | --------------------------------------- | --------------- | ----------------------- | -------------- |
| 100 m                  | Mansour Noubigh                         | 10 s 66         | Awatef Hamrouni         | 12 s           |
| 200 m                  | Ridha Ghali                             | 21 s 14         | Maha Chaouachi          | 25 s 7         |
| 400 m                  | Ridha Ghali                             | 47 s 27         | Ahlem Merdassi          | 57 s 39        |
| 800 m                  | Taoufik Turki                           | 1 min 57 s 26   | Ahlem Merdassi          | 2 min 8 s 20   |
| 1 500 m                | Mohamed Amine Kenzari                   | 3 min 55 s 39   | Safa Aissaoui           | 4 min 20 s 8   |
| 5 000 m                | Lakhdar Hachani                         | 14 min 8 s 93   | Habiba Ghribi           | 16 min 14 s 78 |
| 10 000 m               | Lakhdar Hachani                         | 30 min 32 s 80  | Imen Methnani           | 40 min 34 s 25 |
| 100 m haies            |                                         |                 | Aïda Chaâban            | 14 s 36        |
| 110 m haies            | Hamdi Mhirsi                            | 13 s 87         |                         |                |
| 400 m haies            | Kamel Tabbel                            | 50 s 96         | Aïda Chaâban            | 62 s 43        |
| 3 000 m steeple        | Imed Zaïdi                              | 8 min 52 s 24   | Hanène Jemaï            | 11 min 22 s 35 |
| Relais 4 × 100 mètres  | Association sportive militaire de Tunis | 42 s 64         | Athletic Club de Sousse | 49 s 36        |
| Relais 4 × 400 mètres  | Club sportif de la Garde nationale      | 3 min 17 s 74   | Club sportif sfaxien    | 4 min 0 s 5    |
| Saut en longueur       | Abdallah Mechraoui                      | 7,10 m          | Awatef Hamrouni         | 5,98 m         |
| Triple saut            | Abdallah Mechraoui                      | 15,39 m         | Mongia Arbi             | 12,52 m        |
| Saut en hauteur        | Skander Jaghmoum                        | 2 m             | Karima Ben Othman       | 1,75 m         |
| Saut à la perche       | Hamdi Dhouibi                           | 5,10 m          | Nadia Mabrouk           | 3,60 m         |
| Lancer du poids        | Mohamed Meddeb                          | 17,48 m         | Aïda Ghezal             | 13,83 m        |
| Lancer du disque       | Hatem Kbaïer                            | 47,67 m         | Monia Kari              | 54,61 m        |
| Lancer du marteau      | Saber Souid                             | 71,13 m         | Khedija Jellouz         | 47,73 m        |
| Lancer du javelot      | Fakhreddine Zouaoui                     | 62,12 m         | Aïda Sallem             | 55,44 m        |
| Décathlon              | Abdelaziz Kriche                        | 5 487           |                         |                |
| Heptathlon             |                                         |                 | Imen Chatbri            | 4 671          |
| Semi-marathon          |                                         |                 |                         |                |
| 15 km marche sur route |                                         |                 | Rahma Mahmoudi          | 1 h 22 min 1 s |
| 20 km marche sur route | Zouhair Henia                           | 1 h 48 min 10 s |                         |                |

## Source
- [PDF] Podiums 2005  (Fédération tunisienne d'athlétisme)